# نورت دام دو مونت كارميل (كيبك)
نورت دام دو مونت كارميل (بالإنجليزية: Notre-Dame-du-Mont-Carmel, Quebec)‏ هي بلدية محلية في كيبيك تقع في كندا في Les Chenaux Regional County Municipality. يقدر عدد سكانها بـ 5,467 نسمة ومساحتها 130.30 كم2 .